# Jozef Brath
Jozef Brath (* 5. července 1955) je bývalý slovenský fotbalista.

## Fotbalová kariéra
V československé lize hrál za Spartak Trnava. Gól nedal. Ve druhé nejvyšší soutěži hrál za Matador Bratislava.

## Ligová bilance
| Ročník                                      | Zápasy | Góly | Klub                     |
| ------------------------------------------- | ------ | ---- | ------------------------ |
| 1. československá fotbalová liga 1977/78    | 8      | 0    | Spartak Trnava           |
| 1. československá fotbalová liga 1978/79    | 4      | 0    | Spartak Trnava           |
| 1. slovenská národní fotbalová liga 1981/82 | 14     | 1    | Iskra Matador Bratislava |
| 1. slovenská národní fotbalová liga 1982/83 | 18     | 1    | Iskra Matador Bratislava |
| 1. slovenská národní fotbalová liga 1983/84 | 19     | 0    | Iskra Matador Bratislava |
| CELKEM I. LIGA                              | 12     | 0    |                          |